# Tutti dentro
Pour plus de détails, voir Fiche technique et Distribution.
Tutti dentro est un film italien d'Alberto Sordi sorti en 1984,.

## Résumé
Annibale Salvemini est un juge zélé de la magistrature italienne. Connu pour son incorruptibilité et sa chevelure épaisse, il est l'adjoint d'un magistrat qui enquête sur des affaires de corruption impliquant des célébrités, la finance et la politique. Le collègue âgé, proche de la retraite et lui-même incertain des résultats de ses investigations, ne se sent pas prêt à lancer un nombre considérable de mandats d'arrêt contre certaines personnalités. Il décide donc de confier à Salvemini l'ensemble du dossier, en lui conseillant de le relire attentivement et surtout de ne pas agir dans la précipitation et l'excès de zèle.
Au contraire, Salvemini, de sa propre initiative, signe tous les mandats et lance une enquête dans laquelle l'intermédiaire Corrado Parisi, la chanteuse Iris, le journaliste du journal télévisé de RAI 2 Enrico Patellaro, le prieur d'un couvent et d'autres personnalités du monde politique, des services secrets, des loges maçonniques et de la société sont accusés de corruption par le biais de pots-de-vin. La stratégie de Salvemini consiste à exercer une pression psychologique sur les accusés, puis à les mettre à l'aise en leur faisant croire qu'ils peuvent acheter leur liberté en le soudoyant.
L'enquêteur sévère est convaincu que l'homme clé de l'enquête est Corrado Parisi - un homme louche avec lequel il a eu de bonnes relations personnelles dans le passé - et pense qu'une confession complète de ses crimes lui permettrait de faire la lumière sur la véritable position de toutes les personnes impliquées dans le scandale. Pour parvenir à ses fins, il utilise l'une des suspectes, la chanteuse Iris (qui s'est entre-temps réfugiée au Maroc) et, par le biais d'un piège, tente de lui faire révéler certains détails de l'enquête en cours.
Salvemini, cependant, est surpris dans des attitudes suspectes en leur compagnie par un commissaire de police local, qui croit l'avoir pris en flagrant délit, notamment parce que le magistrat n'avait prévenu personne du piège tendu à Parisi. Le délit reproché à Salvemini n'est pas seulement d'avoir fréquenté un homme recherché et un suspect, mais aussi d'avoir été trouvé en possession du chèque que Parisi lui avait remis dans l'espoir d'être mis hors de cause dans l'enquête. Salvemini, bien qu'il ait tenté en vain de prouver son innocence, est alors impliqué pour un délit de corruption dans le scandale qu'il a lui-même initié.

## Fiche technique
- Titre : Tutti dentro
- Réalisation : Alberto Sordi
- Scénario : Alberto Sordi, Rodolfo Sonego, Augusto Caminito
- Producteur : Augusto Caminito
- Pays de production : Italie
- Genre : Comédie
- Durée : 110 minutes
- Date de sortie : 1984

## Distribution
- Alberto Sordi : Annibale Salvemini
- Joe Pesci : Corrado Parrisi
- Dalila Di Lazzaro : Iris Del Monte
- Giorgia Moll : Giovanna Salvemini
- Armando Francioli : Enrico Patellaro
- Tino Bianchi : le conseiller Vanzetti
- Franco Scandurra (en) : le procureur général
- Marisa Solinas : Luisella